# Pietro Campori
Pietro Campori (Castelnuovo di Garfagnana, 1553 – Cremona, 4 febbraio 1643) è stato un cardinale e vescovo cattolico italiano.
Fu vescovo di Cremona dal 17 marzo 1621 fino alla sua morte.
Ritenuto non senza ragioni uno dei garfagnini più noti, Pietro Campori fu per molti anni segretario del cardinale Scipione Caffarelli-Borghese, nipote di papa Paolo V Borghese, che egli aveva già molto servito, quale ambasciatore pontificio presso diversi regni.

## Biografia
Pietro Campori nacque a Castelnuovo di Garfagnana, in una famiglia frescamente trasferitasi nella città e proveniente da Campori, piccolo paese vicino a Pieve Fosciana, in Garfagnana. Suo padre, Paolo, detto Polo, aveva preso per cognome il nome del luogo di origine. Sua madre, Vittoria, figlia di Onofrio Sandonnini, era della famiglia dei conti di San Donnino. Il futuro cardinale ebbe cinque fratelli, dei quali solo uno, Giovanni Battista, ebbe discendenza. Da questo ramo ebbero inizio i nobili Campori, marchesi di Soliera.
Pietro Campori fu ordinato prete a Modena a una data imprecisa. Collaboratore di Cesare Speciano, vescovo di Novara, poi di Cremona e nunzio apostolico in Spagna e in Austria, fu persona molto apprezzata alla corte di Madrid per le sue varie missioni diplomatiche per conto dello Stato Pontificio. Il suo successo gli aprì le porte di varie ambasciate ed egli si distinse ancora al fianco del re di Baviera nel periodo delle guerre in Ungheria contro l'Impero ottomano. Tornato a Roma, Pietro Campori fu immediatamente impiegato da papa Paolo V per servire la casa Borghese.
I suoi talenti servirono dunque il nipote del papa, il cardinale Scipione Borghese-Caffarelli, valendogli la carica di segretario. Papa Paolo V lo ringraziò con una Commendatura di Santo Spirito e il grado di generale nel medesimo ordine, nomina quasi immediatamente seguita dalla porpora cardinalizia con il titolo di San Tommaso in Parione, nel concistoro del 19 settembre 1616. Questa notizia fu motivo di grande allegrezza in Garfagnana, sua patria, e in particolare a Castelnuovo di Garfagnana. Il consiglio della città mandò il cavaliere Sigismondo Bertacchi a Roma per congratulare il nuovo cardinale e assicurarlo del sostegno di tutta la comunità garfagnina. Va ricordato che questa nomina si fece a scapito di Pellegrino Bertacchi, fratello del suddetto Sigismondo, vescovo di Modena, che aveva la preferenza della Curia romana, ma non quella del papa.
Pietro Campori assunse la segreteria di varie Congregazioni, quella dei Vescovi e dei Regolari, quella del Sacro Concilio di Trento ed infine quella del Sant'Uffizio. Partecipò inoltre, dopo la morte di Paolo V, al conclave che scelse il cardinale bolognese quale nuovo papa, con il nome di Gregorio XV, che lo fece vescovo di Cremona; Pietro Campori fu quindi consacrato vescovo dal cardinale Giovanni Battista Leni a Roma il 16 marzo 1621.
Da notare che nel 1621, all'interno del conclave che elesse Gregorio XV, circolò subito il nome del Campori come nuovo successore di Pietro, ma ciò non avvenne per soli 3 voti.
Il cardinale-vescovo Campori morì a Cremona, il 4 febbraio 1643, all'età di 89 anni e fu sepolto con solenni esequie nella cattedrale vicino al suo predecessore e amico, il vescovo Cesare Speciano.

## Genealogia episcopale
La genealogia episcopale è:
- Arcivescovo Filippo Archinto
- Papa Pio IV
- Cardinale Giovanni Antonio Serbelloni
- Cardinale Carlo Borromeo
- Cardinale Ottavio Paravicini
- Cardinale Giambattista Leni
- Cardinale Pietro Campori